# Ársaces II da Pártia
Ársaces II da Pártia governou por volta de 211 a.C.-185 a.C.. Era também denominado por Artabano, mas historiadores modernos preferem a denominação Ársaces. 
De acordo com Justino, ele foi o filho e sucessor de Ársaces I, o fundador do reino independente que viria a se tornar o Império Parta, e foi sucedido por seu filho Friapácio da Pártia.
O relato de Arriano, preservado em epítome por Jorge Sincelo, é diferente, em que o sucessor de Ársaces I foi seu irmão Tirídates I da Pártia, que teria reinado por 37 anos.